# نابخشوده (ترانه لسرافیم)
«نابخشوده» (انگلیسی: Unforgiven) ترانه‌ای از لسرافیم گروه دخترانه اهل کره جنوبی با همکاری موسیقی‌دان آمریکایی نایل راجرز است. این ترانه به عنوان تک‌آهنگ آغازین نخستین آلبوم استودیویی گروه با همین نام توسط سورس میوزیک در ۱ مه ۲۰۲۳ منتشر شد. نسخه ژاپنی این ترانه در ۲۳ اوت ۲۰۲۳ منتشر شد.

## جدول‌ها
| جدول (۲۰۲۳)                           | بهترین جایگاه |
| ------------------------------------- | ------------- |
| کانادا (۱۰۰ تک‌آهنگ داغ کانادا)        | ۹۲            |
| ۲۰۰ آهنگ جهانی (بیلبورد)              | ۲۳            |
| هنگ کنگ (بیلبورد)                     | ۱۱            |
| ژاپن (۱۰۰ آهنگ داغ بیلبورد ژاپن)      | ۱۰            |
| تک‌آهنگهای ترکیبی ژاپنی (اوریکون)      | ۱۴            |
| مالزی (بیلبورد)                       | ۱۱            |
| مالزی بین‌المللی (آرآی‌ام)              | ۶             |
| تک‌آهنگ‌های داغ نیوزیلند (آرام‌ان‌زی)     | ۷             |
| سنگاپور (آرآی‌ای اس)                   | ۳             |
| کره جنوبی (سرکل)                      | ۲             |
| تایوان (بیلبورد)                      | ۶             |
| ترانه‌های مستقل بریتانیا (اوسی‌سی)      | ۱۶            |
| فروش‌های ترانه دیجیتال جهانی (بیلبورد) | ۷             |
| ویتنام (ویتنام هات ۱۰۰)               | ۴۴            |

| جدول (۲۰۲۳)                      | بهترین جایگاه |
| -------------------------------- | ------------- |
| ژاپن (۱۰۰ آهنگ داغ بیلبورد ژاپن) | ۶             |
| ژاپن (اوریکون)                   | ۲             |
| تک‌آهنگ‌های ترکیبی ژاپنی (اوریکون) | ۲             |

| Chart (2023)     | Position |
| ---------------- | -------- |
| کره جنوبی (سرکل) | ۲        |

## گواهی‌نامه‌ها
| منطقه                             | گواهی  | واحد گواهی‌شده/فروش |
| --------------------------------- | ------ | ------------------ |
| ژاپن (آرآی‌ای‌جی)                   | پلاتین | ۲۵۰٬۰۰۰^           |
| ^ رقم توزیع تنها بر پایهٔ گواهی‌ها. |        |                    |

## تاریخچه انتشار
| منطقه | تاریخ       | فرمت                  | ورژن  | ناشر                              |
| ----- | ----------- | --------------------- | ----- | --------------------------------- |
| مختلف | ۱ مه ۲۰۲۳   | دانلود دیجیتال استریم | کره‌ای | سورس وای‌جی پلاس                   |
| ژاپن  | ۲۳ اوت ۲۰۲۳ | سی‌دی تک‌آهنگ           | ژاپنی | ئی‌ام‌آی سورس میوزیک یونیورسال ژاپن |
| ژاپن  | ۲۳ اوت ۲۰۲۳ | سی‌دی + دی‌وی‌دی         | ژاپنی | ئی‌ام‌آی سورس میوزیک یونیورسال ژاپن |